# Tomislav Marić (pjevač)
Tomislav Marić (Livno, 29. listopada 1997.), umjetničkim imenom ToMa, hrvatski je kantautor i radijski voditelj.

## Životopis
Rođen je u Livnu, a odrastao je u Žepču.
Glazbom se počeo baviti još u djetinjstvu kada je u 2. razredu osnovne škole počeo pohađati GŠ Katarina Kosača Kotromanić u Žepču, gdje je pohađao satove gitare. Još kao osnovnoškolac nastupa na dječjim festivalima zabavne glazbe.
Kao srednjoškolac pohađao je KŠC Don Bosco Žepče. 2015. godine solirao je pred 70 000 ljudi na stadionu Koševo u Sarajevu pri dočeku pape Franje.
Nakon završene srednje škole, upisuje Građevinski fakultet u Splitu (FGAG) i usporedno se bavi pjevanjem, u crkvenome zboru MGC Kamen Split i kao solist.
Pjesma Nije grijeh ušla je na top-ljestvicu na Radio Istri dok još nije bila službeno objavljena. Došla je do 6. mjesta. Ušla je i na top-ljestvicu Radio Splita.
Nakon dvije godine odustao je od fakulteta kako bi se mogao posvetiti glazbi. Radio je kao voditelj na Z1 televiziji i na Top Radiju Zagreb, a danas radi na radiju Bravo!.
Pod Hit Recordsom izdao je dvije pjesme Ljubiš, ali ne voliš i Noć za kraj, dok 2020. potpisuje ugovor s Dallas Recordsom s kojim je dosad izdao pjesme Vrijeme je, Zaboravljeni te Ocean of love s kojom se natjecao na Dori 2021. i osvojio šesto mjesto.
Natjecao se i na Dori 2022. s pjesmom In the darkness, zauzevši 7. mjesto.

## Diskografija
Prije svoje prve izdane pjesme zabavne glazbe, isključivo je stvarao glazbu duhovnoga karaktera.
- "Izmoli nam spas", 2013.
- "Marijo, pomoćnice", 2014.
- "Tražim te", 2014.
- "Molitva" (u DominikSu), 2016. (uvrštena u kompilaciju "100 originalnih pjesama duhovne glazbe"; Croatia Records)[6]
- "Valovi života", 2016.
- "Nije grijeh", Kristina Boban ft. Tomislav Marić, 2017.[7][8]
- "Ljubiš, ali ne voliš", 2018.
- "Noć za kraj", 2019.
- "Vrijeme je", 2020.
- "Ocean of love", 2021. (Dora, 6. mjesto)
- "Zaboravljeni", 2021.
- "In the darkness", 2022. (Dora, 7. mjesto)

## Nagrade i priznanja
- 1. mjesto, Bonofest Vukovar, 2014.[9]
- 1. mjesto, Uskrs fest, Zagreb, 2016.[10][11]
- Najbolji debitant, Splitski festival, 2021.[12]